# Phó Đồng
Phó Dung (chữ Hán: 傅肜, ? – 222), không rõ tên tự, người Nghĩa Dương, tướng lĩnh nhà Thục Hán thời Tam Quốc. Tam quốc diễn nghĩa chép là Phó Đồng (傅彤).

## Cuộc đời
Năm Chương Vũ thứ 2 nhà Thục Hán, ông làm Biệt đốc, theo Lưu Bị đánh Ngô. Tướng Ngô là Lục Tốn thiêu hủy doanh trại, quân Thục đại bại, Phó Đồng chặn hậu cho Lưu Bị, tướng Ngô dụ hàng, ông mắng rằng:
| “          | Chó Ngô! Nào có tướng quân Hán làm kẻ đầu hàng? | ” |
| — Phó Đồng |                                                 |   |

Sau đó ông tiếp tục chiến đấu cho đến chết.
Con ông là Phó Thiêm được làm Tả trung lang, về sau cũng hi sinh vì nước Thục. Trần Thọ đánh giá là thụ mệnh lúc lâm nguy, cha con nối đời trung nghĩa.